# Florencia de la V
Florencia Trinidad (Monte Grande, Esteban Echeverría, provincia de Buenos Aires; 2 de marzo de 1975)conocida artísticamente como Florencia de la V, es una actriz, comediante, presentadora y vedette argentina. Desde marzo de 2025, es la conductora de Los profesionales de siempre en elnueve, anteriormente estuvo al frente de otro clásico del periodismo de espectáculos, Intrusos en el espectáculo en América TV, entre 2022 y 2024.
En 2010, tras una serie de fallos judiciales ante una acción de amparo presentada por el equipo jurídico de la Federación Argentina de Lesbianas, Gays, Bisexuales y Trans, logró cambiar legalmente su nombre de nacimiento y le fue otorgado un documento acorde a su identidad y expresión de género. Protagonizó uno de los primeros casos en que se ejerce este derecho, siendo la precursora Tania Luna.

## Biografía

### Niñez y juventud
Nació en la ciudad de Monte Grande, bajo el nombre Roberto Carlos Trinidad, en las afueras de Buenos Aires. En 2012 declaró que a la edad de dos años, su madre falleció por un cáncer terminal, pero en 2018, mientras presentaba su programa, se desmintió a sí misma diciendo que esta murió producto de un aborto clandestino. Con el resto de la familia, su hermano y su padre, se trasladó a Llavallol (partido de Lomas de Zamora), donde pudo terminar la escuela primaria y secundaria.
Desde pequeña, se despertó en ella una pasión por la confección de ropa, ya que su madre era costurera, y tiempo después comenzó a utilizar la máquina de coser para crear ropa para sus muñecas y para las de sus primas, así como también ropa para ella misma, descubriendo que tenía talento para el diseño de modas.
Durante su adolescencia sentía el impulso de verse femenina, y comenzó a vestirse con ropas femeninas, usar maquillajes y dejarse el cabello largo. Por eso, a la edad de 17 años se vistió sorpresivamente como mujer por primera vez para el casamiento de una de sus primas, entrando a la iglesia utilizando un vestido negro que ella misma confeccionó, con un corsé de color verde.
A los diecinueve años de edad se puso el seudónimo Karen, en alusión a la modelo neerlandesa Karen Mulder, pero un amigo suyo la rebautizó como Florencia de la Vega, ya que consideró que este nombre era mejor. Unos años después, una abogada bonaerense del mismo nombre le intimó a modificar el seudónimo, que quedó como actualmente se lo conoce.
Su primer trabajo fue como cadete en una tintorería a la edad de 14 años, luego en un videoclub y posteriormente obtuvo un trabajo en la fábrica textil de la marca "Mistura Fina", para el diseño y promoción de ropa femenina. Más tarde, a los 17 años, comenzó a trabajar como manicura en un centro de estética.

## Carrera artística
Su carrera teatral comenzó cuando sustituyó a Cris Miró (1965-1999), quien fue una de las primeras transexuales mediáticas argentinas, en la obra teatral Más pinas que las gallutas en el teatro Tabarís. Entonces era la de más audiencia por las tardes, realizando comentarios acerca de la actualidad del mundo del espectáculo. Con su trabajo como vedette en esa obra, llamó la atención de productores de televisión y del productor teatral Gerardo Sofovich. A partir de 1998 obtuvo reconocimiento mediático.
Hizo su primer papel televisivo en el año 1998 en el unitario Verdad consecuencia. En 1999 participó de la comedia Margaritas y en 2000 actuó en la telenovela Amor latino. Mientras tanto, continuaba realizando comedias en diversos teatros argentinos.
En 2001 comenzó su participación semanal en el programa Venite con Georgina (de Georgina Barbarossa), que por 2002 desembarcó en Polémica en el bar, un programa de opinión con la presencia de Gerardo Sofovich y un conjunto de periodistas y conductores televisivos. Luego pasó a formar parte del programa humorístico La peluquería de los Mateos.
Durante 2004 y 2005 actuó en la telenovela con características de comedia Los Roldán, que se convertiría en una de las series más vistas en Argentina de todos los tiempos. Paralelamente, en teatro durante 2004 hizo una revista llamada Diferente. También en 2004 fue presentadora del Premio Mejor Artista de Argentina de los MTV Video Music Awards Latinoamérica transmitidos desde Miami Beach por la señal MTV Latinoamérica.
En 2006 ganó el concurso de televisión Bailando por un sueño 2 con el 60 % de los votos del público, contra Emilia Attias. 
Al año siguiente participó en Bailando por un sueño 2007 donde llegó a etapas semifinales, siendo superada por Paula Robles, integraría el jurado de Patinando por un sueño y realizaría su participación especial en la exitosa telenovela juvenil Patito Feo para Canal 13 y Disney Channel.
Al mismo tiempo encabezó con mucho éxito en la avenida Corrientes de Buenos Aires las obras teatrales Más que diferente y El champán las pone mimosas, éxito que también trasladaría a Villa Carlos Paz durante la temporada veraniega 2007-2008, y el cual quedó segundo en recaudaciones de la ciudad.
En 2008 vuelve a formar parte del jurado de Patinando por un sueño.
En mayo del 2009 se desvinculó del productor teatral Gerardo Sofovich y tuvo que terminar repentinamente la temporada en Buenos Aires del music hall La fiesta está en el Tabarís. Luego de la desvinculación se supo que recibió propuestas de productores teatrales como Nito Artaza, Miguel Ángel Cherutti, Javier Faroni, Luciano Garbellano, Daniel Comba y Carmen Barbieri. Finalmente realizó la obra Livin’ la vida loca en el verano de 2010, siendo su debut como productora teatral. Continuó produciendo y encabezando piezas teatrales en 2011 con la comedia ¿Y dónde está el mafioso? y en 2012 ¡Qué gauchita es mi mucama!
En 2011 realizó una participación especial en la telecomedia Un año para recordar emitida por Telefé, en la cual encarnaba a una villana actriz mexicana llamada Leticia Lima, una especie de parodia a Soraya Montenegro de la telenovela María, la del barrio. 
En abril de 2012 estrenó La pelu, que se emitía los mediodías por la pantalla de Telefé. Era una mezcla de comedia de situaciones-magacín donde Florencia era la protagonista-conductora. Este programa lideraba en ese horario la audiencia televisiva. Además, durante 2012 desempeñó un pequeño papel como actriz millonaria en el unitario La dueña (junto a Mirtha Legrand) y un cameo en la comedia más vista del primetime argentino Graduados. Continuó en La pelu, hasta finales de 2013.
En 2014 participó en Tu cara me suena, como reemplazo de Coki Ramírez durante diez galas. En el programa debió imitar a figuras de la música nacional e internacional. En Buenos Aires protagonizó la revista Brillantísima tiene una Flor, junto a Carmen Barbieri.
En 2015 encabezó en Carlos Paz una de las versiones de Stravaganza, y en televisión participó de Bailando por un sueño 2015 donde quedó eliminada en la décima ronda de Cuarteto por Martín "Campi" Campilongo.
En 2016 protagonizó, junto a Osvaldo Laport e Iliana Calabró la obra Enredados, la cual tuvo gran éxito en Carlos Paz y estuvo haciendo gira por todo el país. Además se desempeñó como panelista en el programa Bendita, de Beto Casella, emitido por Canal 9.
En 2019 volvió a participar nuevamente del segmento de baile de Showmatch, Super Bailando en esta ocasión, en la que permaneció en el certamen durante 17 ritmos y quedando a un paso de la semifinal quedó en el sexto puesto después de perder en el duelo telefónico junto con (Fernando Dente y Macarena Rinaldi) contra Karina "La Princesita"

## Vida personal
En el programa de Susana Giménez —Telefé—, Florencia expresó: «La gente cree que me llamo Flor de la V y es muy violento andar constantemente explicando». Comentó que se casaría legalmente con su pareja, Pablo Goycochea, pero que esperaría a que se aprobara la ley de identidad de género para poder llamarse Florencia legalmente y firmar su libreta roja con ese nombre.
La Justicia porteña aceptó un pedido de la actriz, Florencia de la V para cambiar su nombre de los documentos en los que figuraba su identidad de nacimiento. El 25 de noviembre de 2010, como resultado de una acción de amparo presentada por la FALGBT, la jueza Elena Liberatori dictó un fallo que estableció el cambio de nombre y de sexo registral en su DNI. El nombre que figura en los nuevos documentos es el de Florencia Trinidad (manteniendo su apellido paterno).
En 2011, se casó por civil con su documento femenino, con Pablo Goycochea, odontólogo, con quien se encontraba en pareja desde 1998. Anteriormente habían realizado dos ceremonias simbólicas de casamiento en Brasil en 2007 y en Buenos Aires en 2008.
Juntos son padres de mellizos, a través de un vientre de alquiler en Estados Unidos.
En 2021, Florencia de la V anunció que su identidad de género ya no era la de mujer trans, sino travesti, una identidad política no binaria con una larga trayectoria de movilización política en la Argentina. La actriz escribió: "En [los años 1990], yo sentía que quería ser mujer y no era la única. Casi todas las travestis pensábamos igual. Sin información ni referentes o pares en quien inspirarnos, toda nuestra construcción era la de una mujer cis binaria. [...] Descubrí otra manera de encontrarme más acertada con lo que siento: ni mujer, ni heterosexual, ni homosexual, ni tampoco bisexual. Soy una disidente del sistema-género, mi construcción política en esta sociedad es la de travesti de pura cepa. Eso lo que soy y lo que quiero y elijo ser."

## Programas de televisión
| Año           | Título                               | Canal           | Rol                                                   |
| ------------- | ------------------------------------ | --------------- | ----------------------------------------------------- |
| 2001          | Venite con Georgina                  | Azul TV         | Panelista                                             |
| 2002          | Polémica en el bar                   | América TV      | Panelista                                             |
| 2004          | MTV Video Music Awards Latinoamérica | MTV             | Presentadora                                          |
| 2006          | Bailando por un sueño 2              | eltrece         | Participante - Ganadora                               |
| 2007          | Bailando por un sueño 2007           | eltrece         | Participante - Semifinalista                          |
| 2007          | Patinando por un sueño 2007          | eltrece         | Jurado                                                |
| 2008          | Patinando por un sueño 2008          | eltrece         | Jurado                                                |
| 2009          | Showmatch                            | eltrece         | Participación especial en sketches                    |
| 2012-2013     | La pelu                              | Telefe          | Flor Trinity / Presentadora                           |
| 2013          | Gracias por venir, gracias por estar | Telefe          | Homenaje                                              |
| 2013          | Susana Giménez                       | Telefe          | Participación en sketch                               |
| 2014          | Tu cara me suena                     | Telefe          | Participante - Abandona                               |
| 2014          | Baila conmigo Paraguay               | Telefuturo      | Jurado Invitada - 9.ª Gala: Cuarteto                  |
| 2015          | Bailando 2015                        | eltrece         | Participante (9.ª Eliminada) / 17mo puesto            |
| 2016          | Bendita                              | El Nueve        | Panelista                                             |
| 2016          | Bailando 2016                        | eltrece         | Jurado invitada                                       |
| 2017          | Polémica en el bar                   | América TV      | Panelista                                             |
| 2018          | Los ángeles de la mañana             | eltrece         | Panelista                                             |
| 2018-2019     | Flor de tarde                        | Ciudad Magazine | Conductora                                            |
| 2019          | Flor de verano (desde Mar del Plata) | Ciudad Magazine | Conductora                                            |
| 2019          | Súper Bailando 2019                  | eltrece         | Participante (19° Eliminada) / 6to puesto             |
| 2019-2020     | Corte y confección                   | eltrece         | Jurado invitada (1° y 2° edición) Jurado (3° edición) |
| 2020          | Mujeres                              | eltrece         | Conductora de reemplazo                               |
| 2021-2022     | A la tarde                           | América TV      | Panelista                                             |
| 2022          | La noche de la V                     | América TV      | Conductora                                            |
| 2022-2024     | Intrusos en el espectáculo           | América TV      | Conductora                                            |
| 2022          | Got talent Uruguay                   | Canal 10        | Jurado invitada                                       |
| 2023          | Bailando 2023                        | América TV      | Jurado invitada                                       |
| 2025-presente | Los profesionales de siempre         | elnueve         | Conductora                                            |

## Ficciones de televisión
| Año       | Título                      | Canal           | Personaje                           | Notas            |
| --------- | --------------------------- | --------------- | ----------------------------------- | ---------------- |
| 1998      | Verdad consecuencia         | El trece        | Ludmila                             | Participación    |
| 1999      | Margaritas                  | América TV      | Luciana Ramos                       | Coprotagonista   |
| 2000      | Amor latino                 | Azul TV         | Florencia Alzaga                    | Participación    |
| 2001      | PH                          | Azul TV         | Carla                               | Participación    |
| 2003      | La peluquería de don Mateo  | El nueve        | Florencia Glamour                   | Coprotagonista   |
| 2004-2005 | Los Roldán                  | Telefe El nueve | Isabel "Laisa" Roldán / Raúl Roldán | Coprotagonista   |
| 2007      | Patito Feo                  | El trece        | Laisa Roldán / Sofía Gutiérrez      | Participación    |
| 2010      | Bio-Mundo                   | TEC TV          | Andrea                              | Participación    |
| 2011      | Un año para recordar        | Telefe          | Leticia Lima                        | Antagonista      |
| 2011      | Televisión por la inclusión | El nueve        | Narrador                            | Varios Capítulos |
| 2012      | La dueña                    | Telefe          | Ella misma                          | Invitada         |
| 2012      | Graduados                   | Telefe          | Ella misma                          | Invitada         |
| 2013      | Los grimaldi                | El nueve        | Flor                                | Participación    |
| 2016      | Según Roxi                  | TV Pública      | Ella misma                          | Invitada         |
| 2017      | Santos pecadores            | Canal 9         |                                     |                  |
| 2017      | Animadores                  | TV Pública      | Mónica                              | Participación    |

## Teatro
- 1998: Más pinas que las gallutas, en el teatro Tabarís (Buenos Aires).
- 2001: Expedición Pradón, teatro Re-Fa-Si (Mar del Plata).
- 2002: Un patacón no es caída, Teatro del Cielo (Villa Carlos Paz).
- 2003: El robo es para Corona, teatro Lido (Mar del Plata).
- 2003-2004: Coronados de risa vivamos, teatro Astros - teatro Tronador (Mar del Plata).
- 2004-2005: Diferente, teatro Lola Membrives - teatro Neptuno (Mar del Plata).
- 2006: Un país de revista, teatro Candilejas I (Villa Carlos Paz).
- 2006: Más que diferente, teatro Metropolitan I (Buenos Aires).
- 2007-2008: El champán las pone mimosas, Teatro del Sol II (Villa Carlos Paz), teatro Tabarís (Buenos Aires), teatro Coral (Villa Carlos Paz).
- 2009: La fiesta esta en el lago, Teatro del Lago (Villa Carlos Paz).
- 2009: Y ahora... La fiesta esta en el Tabarís, teatro Tabarís (Buenos Aires).
- 2010: Livin’ la vida loca, Teatro del Sol II (Villa Carlos Paz).
- 2011: ¿Y dónde está el mafioso?, teatro Holiday (Villa Carlos Paz).
- 2012: ¡Qué gauchita mi mucama!, teatro Melos (Villa Carlos Paz), teatro Astros (Buenos Aires).[1]
- 2013: Cirugía para 2, teatro Melos (Villa Carlos Paz).
- 2014: Brillantísima tiene una Flor, teatro Astros (Buenos Aires).
- 2015: Stravaganza, estados del tiempo, teatro Luxor (Villa Carlos Paz)
- 2015: El gran final, teatro El Nacional (Buenos Aires)
- 2016: Enredados, teatro del Sol II (Villa Carlos Paz) y Gira Nacional
- 2017: Sálvese quien pueda, teatro del Sol II (Villa Carlos Paz) y Gira Nacional
- 2018: Explosivos, teatro Holiday (Villa Carlos Paz)
- 2018: Hermanas del humor, gira Nacional.
- 2019: Bien argentino, teatro Corrientes (Mar del Plata)
- 2020: La fiesta inolvidable, teatro Corrientes (Mar del Plata)
- 2021: Tres empanadas, teatro Luxor (Villa Carlos Paz), teatro Broadway (Buenos Aires) y gira nacional
- 2025: Mujeres al borde de un ataque de nervios Teatro Politeama (Buenos Aires).
- 2025: Una gata sobre el tejado de zinc caliente Teatro Metropolitan (Buenos Aires).
- 2026: Los hijos de Monsieur Houghes Teatro América (Mar del Plata)
- 2026: No seas el espejo del último adiós Teatro Piccadilly (Buenos Aires)
- 2027: Supremas palmadas desde el Colorado Teatro Candilejas II (Villa Carlos Paz)
- 2027: Magnífica EleanorTeatro Merlo (Villa Carlos Paz)

## Cine
- 1998: Cohen vs. Rosi
- 1998: La herencia del tío Pepe
- 2001: Nada por perder
- 2008: Los superagentes, nueva generación

## Revistas
Desde 2005 tiene una columna en la revista Paparazzi llamada «Nos sacamos las caretas», en donde realiza análisis de los personajes mediáticos y famosos de la semana.